# 小屋敷昭
小屋敷 昭（こやしき あきら、1961年3月4日 - ）は、鹿児島県出身の元騎手・調教助手。

## 経歴

### 1980年代
1981年3月1日に栗東・夏村辰男厩舎からデビューし、阪神第1競走アラブ系4歳以上オープン・ヒミノタカ（7頭中4着）で初騎乗を果たすと、同14日の阪神第4競走障害5歳以上勝入400万下・ブゼングランプリで初勝利を挙げる  。障害はこの1勝に終わるが、1年目の同年は平地40勝を挙げて計41勝をマークし、関西の新人賞に当たる関西放送記者クラブ賞と優秀騎手賞を受賞。1977年に舞原昌博が挙げた32勝を上回り、1987年に武豊（69勝）が更新するまで関西新人最多勝記録であった。
2年目の1982年には平地のみで32勝 を挙げ、阪神で行われた小倉大賞典・北九州記念では共にタマトップで3着、京都で行われた小倉3歳ステークスではユーショウキングで2着に入る。同年からはアラブのスリーキャプテンで2度のレコード勝ちを含む4連勝をマークし、3年目の1983年にはタマツバキ記念で人馬共に重賞初制覇を挙げるが、同年は13勝、1984年は初の1桁台となる8勝（平地7勝, 障害1勝） に終わる。
1985年からはフリーとなり、5月6日の京都第12競走5歳以上900万下・スズカロードで通算100勝を達成。ニュージーランドT4歳ステークスでは12頭中12番人気のイズミスターに騎乗し、同じく関西馬で逃げるマルヨプラードの2着に突っ込む。直線では広瀬伸一（当時・ラジオたんぱアナウンサー）が「関西2騎の決戦だ!」と表現し、枠連7-7は14510円の波乱となったが、関西圏での馬券発売はなく、結果もスポーツ紙の片隅に載る程度であった。井崎脩五郎は同レースを当てた男が、その金で英国ダービーを見に行って、エプソム競馬場の最終コーナーの丘の上に、漢字で『馬頭観世音菩薩』と刻まれた石碑を発見、その謎を大英博物館のハートフル家・文書室に探りにいくという短編小説を書いており、題名は大江健三郎『万延元年のフットボール』を捩って「万延元年のホースレース」と付けている。
1985年にはコーリンオーとのコンビでスワンステークスを5連勝で制しサラ系重賞初勝利をマークするが、日高大洋牧場にも重賞初制覇をもたらした。マイルチャンピオンシップでは前哨戦を制してニホンピロウイナーの好敵手に名乗りを挙げたが、管理する白井寿昭厩舎のGI初出走となった本番では連覇したニホンピロウイナーに完敗。同馬では1985年のCBC賞、1986年の京王杯スプリングカップ・スワンS、1987年のスプリンターズステークスで3着に入るなど短距離路線で活躍し、1986年のフリーハンデではダイナフェアリー・トウショウペガサスと並ぶ55kgを与えられている。

### 1990年代
1987年からは平地の騎乗に専念し、1989年と1990年には2年連続、1992年から1994年には3年連続で10勝台の2桁勝利を記録。その間の1991年にはプリティハットでマイラーズカップに騎乗し、ダイタクヘリオスに5馬身離されたもののイクノディクタスを抑えて2着に入る。
1993年9月4日の小倉第3競走4歳未勝利・リンデンローマンで200勝を達成し、1994年にはホクセツギンガでダイヤモンドステークス3着に入るが、1994年の11勝が自身最後の2桁となった。
1996年には大根田裕也厩舎所属となり、同年は小倉戦6勝を含む9勝をマーク。
1999年には白井厩舎に移籍するが、同年に挙げた3勝は全て大根田が管理するアレグラール  で記録。

### 引退後
2000年は2月12日の小倉第4競走4歳未勝利・オースミロッキーで最後の勝利を挙げ、最終騎乗となった阪急杯ではブラックホーク・メジロダーリング・マサラッキ・スギノハヤカゼと好メンバーが揃う中、リザーブユアハートで逃げて見せ場を作って8着であった。同年引退。
引退後も白井厩舎で調教助手を務め、白井の定年後は奥村豊厩舎の調教助手として、ディアンドルを担当。

## 騎手成績
| 通算成績 | 1着 | 2着 | 3着 | 4着以下 | 出走回数 | 勝率 | 連対率 |
| -------- | --- | --- | --- | ------- | -------- | ---- | ------ |
| 平地     | 233 | 210 | 258 | 1845    | 2546     | .092 | .174   |
| 障害     | 4   | 3   | 6   | 6       | 28       | .143 | .250   |
| 計       | 237 | 213 | 264 | 1850    | 2574     | .092 | .175   |

### 主な騎乗馬
- スリーキャプテン（1983年タマツバキ記念）
- コーリンオー（1985年スワンステークス）